# イサ・エリアクゥ
イサ・エリアクゥ（Isah Eliakwu、1985年10月25日 - ）は、ナイジェリア出身のサッカー選手。ポジションはFW。

## 来歴
ACレッジャーナ1919のユースから2002年にインテルへ加入、リザーブチームに所属してイタリア・ユースカップで10ゴール、イタリアユースリーグで9ゴールをあげた。2004年1月13日のコッパ・イタリア戦で初のトップチームデビューを果たした。その後パルマFCにレンタル移籍されたが6月に再びインテルに戻った。2004-05シーズンはセリエBのアスコリ・カルチョにレンタル移籍されて25試合に出場したがノーゴールに終わった。2005年8月トリエスティーナにレンタル移籍、シーズン前半は怪我のため活躍できなかったが終盤16試合中8ゴールをあげる活躍を見せた。2007-08シーズンはセリエBのスペツィア・カルチョにレンタル移籍された。

## 所属クラブ
- ACレッジャーナ1919 ユース 2001-2002
- インテル 2002-2004

→ アスコリ・カルチョ1898 2004-2005 (loan)
- USトリエスティーナ・カルチョ 2005-2009

→ スペツィア・カルチョ 2007-2008 (loan)
- ガッリーポリ・カルチョ 2009-2010
- ASヴァレーゼ1910 2010
- FCアンジ・マハチカラ 2010-2012
- ガッリーポリ・カルチョ 2013-2014
- アスコリ・ピッキオFC 1898 2015-2016
- ハポエル・ハイファFC 2016
- イフィーニイー・ユーバー 2016-2017
- アル・ジャバラインFC 2018